# Oxazol
Oxazol ist ein von Furan und Pyrrol abgeleiteter stickstoffhaltiger Heterocyclus. Sein Isomer ist das Isoxazol (1,2-Oxazol), wo sich das Sauerstoffatom neben dem Stickstoff befindet.

## Gewinnung und Darstellung
Ähnlich der Furanbildung aus 1,4-Diketonen kann Oxazol durch Umsetzung von acylierten Aminoketonen mit Phosphor(V)-chlorid oder Thionylchlorid erhalten werden.

## Eigenschaften

### Physikalische Eigenschaften
Oxazol hat einen niedrigen Siedepunkt und schon bei Raumtemperatur einen hohen Dampfdruck. Es ist brennbar und aufgrund des hohen Dampfdrucks leicht entzündlich.

### Chemische Eigenschaften
Oxazol gehört zu den π-elektronenreichen Heteroaromaten. Oxazol und seine Derivate wie beispielsweise 2,4-Dimethyloxazol oder 2,4-Diphenyloxazol sind schwache, pyridinartig riechende Basen, die gut kristallisierende Pikrate und mit Platinchlorid Doppelsalze bilden.

## Verwendung
Oxazol und seine Derivate werden sowohl als Bausteine für biochemische und pharmazeutische Produkte, als auch für Pflanzenschutzmittel, Farben, Textilienzusätze und Kunststoffe verwendet.